# Xenosaurus rectocollaris
Xenosaurus rectocollaris är en ödleart som beskrevs av John B. Iverson och den amerikanske herpetologen Hobart Muir Smith 1993. Xenosaurus rectocollaris ingår i släktet Xenosaurus, och familjen xenosaurer. IUCN kategoriserar arten globalt som livskraftig. Inga underarter finns listade.

## Utbredning
Xenosaurus rectocollaris förekommer endemiskt i delstaterna Puebla och Veracruz i centrala och östra Mexiko.